# Илия Трайков
Илия Трайков е български революционер, войвода на Вътрешната македонска революционна организация.

## Биография
Роден е в струмишкото село Барбарево, тогава в Османската империя, днес в Северна Македония. Получава основно образование. Влиза във ВМРО и става началник на милицията в Барбарево. През май 1923 година става нелегален и оглавява чета на ВМРО, в която четник е и съселянинът му Панделия Стоянов. Четата на Трайков често използва за база Моноспитовското блато.